# 汀九灣

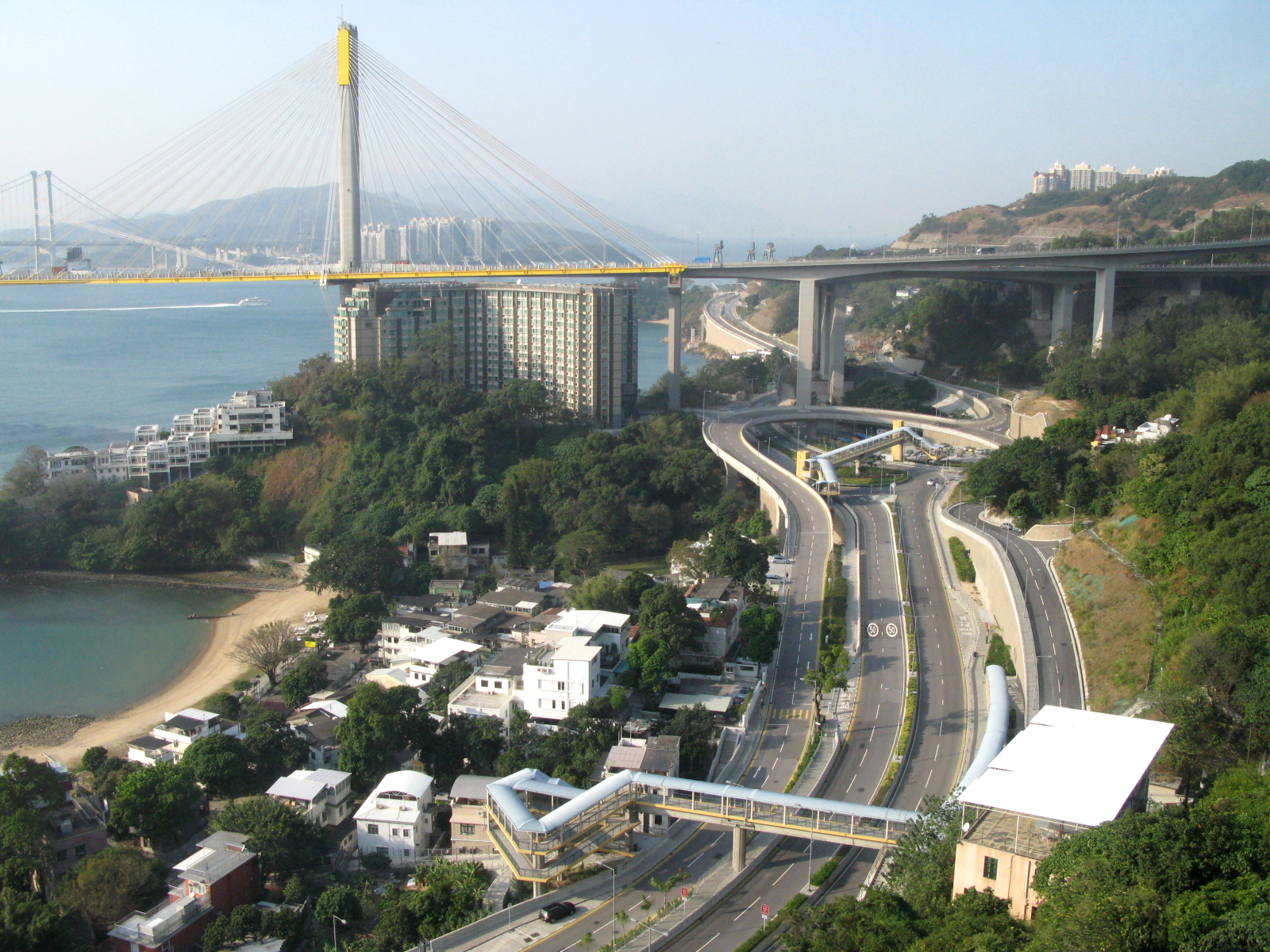
汀九灣（左）

汀九灣（英語：Ting Kau Beach）是香港一個位於維多利亞港都會區西北端的公眾泳灘，為荃灣區中與近水灣唯二可以「在維港範圍游泳」的政府刊憲泳灘，位在新界荃灣汀九青山公路11咪。

## 簡介

### 歷史
汀九灣是在1977年被香港政府刊憲，在汀九村下面。可是1995年，荃灣區的泳灘因附近汀九和青馬大橋的建造工程而被關閉，不再讓市民游泳。
2014年4月開始，海灘開始如從前般有少數人来游泳。

### 鄰近設施
- 兒童遊樂場、村屋、坐廁
- 攀石往返汀九橋下